# Иммендорф, Йорг
Йорг Иммендорф (нем. Jörg Immendorff; 14 июня 1945, Блеккеде — 28 мая 2007, Дюссельдорф) — немецкий живописец, график и скульптор.

## Жизнь и творчество
Иммендорф родился в офицерской семье; родители разошлись, когда мальчику было 11 лет. В 1960-х годах учился в Академии искусств Дюссельдорфа у Тео Отто и Йозефа Бойса. Представитель фигуративной живописи. Создав совместно с Крисом Рейнеке экшн-проект LIDL, художник после проведения нескольких художественных акций был из Академии отчислен.
В студенческие годы Иммендорф вступает в маоистскую КПГ/АО, для которой создаёт художественный пропагандистский материал. Занимал крайне левые позиции на западногерманской политической сцене: активно поддерживает Северный Вьетнам в его сопротивлении американской агрессии, вступает в «Лигу против империализма».
С 1968 по 1981 год художник преподаёт в школе рисование (в 1971—1981 — в Дюссельдорфе). В 1972 году он участвует в выставке современного искусства в Касселе документа 5, выставляя на ней свои критические, антикапиталистической направленности, работы. Со 2-й половины 1970-х годов Иммендорф обращается к исторической живописи, сближается с движением Новые дикие. В 1976 году он участвует в венецианском биеннале. Тесная дружба в этот период связывает Иммендорфа с художником из ГДР А. Р. Пенком. С ним он вместе работает над художественными произведениями, посвящёнными германо-германским отношениям.
Международную известность принесли Иммендорфу его 16 крупноформатных полотен «Кафе Германия», навеянные творчеством Ренато Гуттузо. В 1982 году мастер выставляет свою скульптуру «Бранденбургские ворота» на документа 7. В 1980-е годы Иммендорф становится одним из самых известных художников Германии. С 1989 года он — профессор Гос. высшей школы изобразительного искусства во Франкфурте-на-Майне, с 1996 года — профессор Академии искусств Дюссельдорфа.
В 2003 году был задержан с семью проститутками и кокаином; на суде в 2004 году признал, что участвовал в 27 подобных оргиях.
Скончался от амиотрофического бокового склероза (болезнь Лу Герига).

## Избранные награды
- 1997 — «Премия Марко 1996» Музея современного искусства, Монтеррей (Мексика)
- 1997 — член Европейской академии науки и искусства, Зальцбург (Австрия)
- 1998 — награждён орденом «За заслуги перед Федеративной Республикой Германия»
- 2006 — премия Бэмби (Германия)